# 南海一號

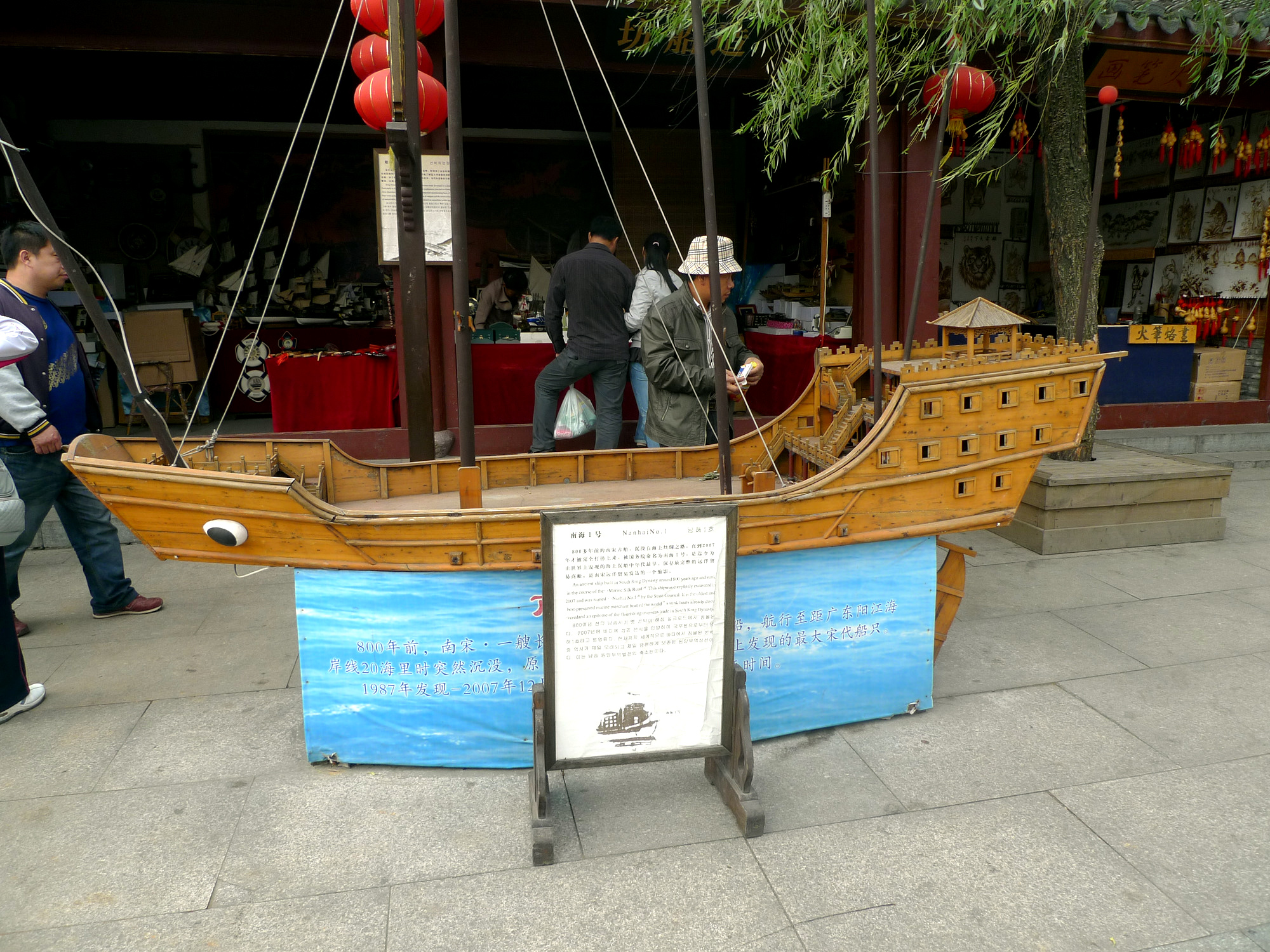
杭州宋城南海一号模型

南海一号（又作南海I号）是一艘中國南宋初期（约1160年代）运送瓷器的商船，于广东省台山市至阳江市海陵岛一带外海失事沉沒。它于1987年最初被发现，但因技術及資金問題而延遲研究，由于其上装载有八万餘件 保存完好的宋代瓷器、生活用具等文物而极具价值，后至2007年该沉船被整体打捞出水，出土了包括瓷器、铜铁器、金银器、漆木器等大量文物。现藏于阳江海上丝绸之路博物馆。
南海一号沉没于水下僅23米深处，船身覆盖了近2米的淤泥，船长30.4米，宽9.8米，高3.5米（不包括桅杆），发现时，甲板已经腐烂，而船身其他部分尚保存完好，全木质结构（马尾松木，杉木），其是迄今发现最大的宋代船只沉船。

## 南海一號的處置始末
1987年4月17日，中國政府指派廣州救撈局與英國海洋探測公司簽訂《關於合作打撈兩艘沉船所載貨物的協議》 ，開始聯合在廣東陽江海域找尋荷蘭東印度公司沉船萊茵堡號（Rijnsburg）；至1987年6月，此合約正式簽訂，雙方對於沉船的探索也正式開始。廣東救撈局的工作船「穗救201」進入川山群岛（即大广海湾经济区外海）開始進行沉船的探索，但在探索「萊茵堡號」的同時，卻發現了另外一艘文化性質以及歷史價值更為重要的沉船——南海一號。當時南海一號被泥沙及魚網覆蓋，潛水員難以在水下採集標本，因而利用船上的「抓鬥」來進行試探性的文物採集。在出水的文物中，發現了鍍金腰帶、水銀釘、瓷器蓋、瓷瓶、瓷盤、瓷蓋等，且這些陶器具有鮮明的中國文物特點，並非原先欲探之沉船萊茵堡號的貨物，因而立即停止此次打撈，南海一號的首次發掘便於此時結束。
1989年8月，經過嚴謹的調查，中國歷史博物館與日本的考古學研究所聯合成立中國南海沉船調查學術委員會，由兩國專家進行進一步的定位。此次的調查中雖然確定了精確的地理座標，但海中能見度過低；受限於當時的技術以及資金的不足，此次探察行動並未得到良好的成效便被擱置。 於下次探察進行前，為保護南海一號不受破壞以及避免文物的偷盜，解放軍方面甚至謊稱水底有炸彈以防止漁民捕魚及人員的靠近。
1999年，進行水下調查的潛水員張松經常至香港購買相關的潛水配備，張松便向店家老闆陳來發介紹了南海一號的存在。而在張松不斷勸說之下，陳來發透過自身的動員於香港成立了「中國水下考古探索與研究協會」，並且提供經費來支援南海一號的探查。自此，對南海一號的調查又再次展開；2001年確定了位置與先前的調查一致，而後於2002年的3月開始了對南海一號的試掘，雖然於此試的調查中發現許多文物，但是「該如何保存」此問題隨之而生。於隨後的四年中，有了對南海一號「整體打撈」的聲音，因而對如何打撈、打撈後存放於何處等問題有相當多的討論。最後決定建設「廣東海上絲路博物館」來進行出水後南海一號的保存。南海一號於2007年開始進行整體的打撈，耗費近二十年的打撈行動終於動工，而廣東省政府也耗資兩億人民幣興建亞洲唯一大型水底考古博物館，用來展示隨著南海一號挖掘出來的古文物。

## 打捞计划
南海一号的打捞计划启动于2007年5月8日，按照预计，于2007年12月中旬进行整体打捞，南海一号将装进特製的钢箱体（沉箱），由起重船华天龙号将连同船体共重4000餘吨的钢制沉箱整体打捞，随后平移到专门修建的海上丝绸之路博物馆的特制水晶宫中。由于人造的环境与沉船原处的环境有不小差异，沉船是否能适应新环境引发了各界的争论。，一种观点认为，现有技术能够保护沉船，而另一种观点则认为沉船在25米以下的充满盐分和微生物的水域共存的800多年，突然换成人造环境，会加快沉船的破损。后来由于天气原因和先期水下调查的失误，导致沉井迟迟不能就位，将打捞期限延长。
由于各方面原因，沉井起吊工作安排到2007年12月21日。一切准备工作就绪后，12月21日上午9：10华天龙打捞作业船提前起吊，10：55南海一号首次出水，沉箱露出海面大约1米；为把沉箱投放到“重任1601号”的底托架上，上午11时南海一号再次投回海下2米，中午13：00当“华天龙”号驶到“重任1601号”旁，南海一号再次出水，1：40完成作业；由于当时只有中央电视台、广东电视台、南方日报的记者在场，另有七十多家中外媒体的上百名记者被放鸽子，又于12月22日上午10时举行南海一号出水仪式，11：30沉箱整体浮出水面，南海一号正式出水。

## 出水文物
考古學者發現從南海一號挖掘出保存完好的瓷器有許多都源自宋代最頂級的瓷窯，還有許多受到西方、阿拉伯文化影響的瓷器。透過分析這些瓷器的來源可以看見當時宋人與外商交易的情況，也許便能據此推測宋代瓷窯為了外銷而專門對瓷器的風格進行調整。瓷器也是南海一號目前所挖掘出的文物中最多樣與重要的種類。除了瓷器外，銅鐵打造的生活器物也非常受歡迎，可以出口到國外。在南海一號上可以看見大量的鐵鍋與鐵釘，剛好吻合廣東在宋代中國鋼鐵行業中的地位。除了鐵器的成品外，研究人員還發現不少銅製半成品，有可能是準備運往海外進行加工。我們想或許可以從這一點去假定中國在當時貿易網路上的產業鏈層級位居上游，也可能有較高的人工費用與技術。研究海上絲綢之路的另一個重點是交易的貨幣，透過南海一號上發現的銅錢，可以概約推論中國的銅幣是當時區域貿易的主要貨幣。
依照浙江日報於2016年4月8日的報導中，總計1980年代至2016年間的全部水下考古發掘文物共有14000餘件、標本2575件、凝結物55頓。而瓷器佔所有文物中的最大多數，有13000餘件，如瓷壺、瓷瓶、瓷盤、瓷碗以及其他青白瓷器等。種類繁多，且製作工法以及細緻度皆十分地高，可見南海一號便是典型的宋代商船，且是航運於國際間的貿易船隻。另外還有金器151件（套）、銀器124件（套）、銅器170件、鉛錫器53件、鐵器11件、竹器13件、木器46件、漆器28件、石器25件、銅錢约17000枚，以及大量動植物標本和船木等。

## 谜团
围绕南海一号，主要有以下谜团， 其一是沉船之谜，有人考察国外一些沉船事件后，怀疑南海一号是否也是因为超载而沉没。其二是出发地之谜，历史学家根据出水的瓷器主要产自景德镇、浙江以及福建，认为船并不是从广州出发，而是更北的福建泉州地区。其三是船所携带的历史信息之谜，南海一号的考古，很可能找回一段失落的海上丝绸之路的历史。 其四是船沉没的确切时间，因为船上发现了来自不同时期的钱币，时间跨越北宋末期和南宋初期。竟然还有汉初的钱币。第五是沉船不腐的秘密，虽然不清楚沉没的具体时间，专家还是大致推断船沉没于距今870年前，一艘木质的货船在水下浸泡800多年而不腐烂。对于此，猜测可能是由于船体上的淤泥提供了隔绝氧气的环境所致。

## 发掘进度
船舯部两侧船舷经过清理，船艏部位于沉箱南侧（大海方向），已经显示出中国古船特有的多重鱼鳞搭接的结构，艏部上翘起弧，基本保留至水线甲板，推测船体保留的垂线高度（型深）具有一定的尺度；已发现揭露的最大船宽约9.55米，船长21.58米（残长），已发现的船体隔舱板12道，各舱的跨度在1.2—1.8米之间，船载货物品种具有一定的规律性，除舱内货物外，部分货物应是甲板货。在器物品种上除瓷器外，金属制品、钱币、漆器等都具有相当的数量；沉船的艉部收到严重破坏（1987年打捞），外露的凝结物及瓷器碎片均是当时抓斗破坏后推入海中的遗存；历年来渔民生产作业中的拖网反复拖挂，也造成网具和遗址形成叠压，对水下文物具有相当的破坏性；遗址存有大量凝结物分布，上在船体外侧均有散落的船货存在。

## 爭議

### 發掘或整體打撈之爭
依照聯合國教科文組織訂定的保護水下文化遺產公約， 最好的保存方式就是就地保存。然而，南海一號上面具有珍寶的消息已經傳開，存於水下難以避免他人的覬覦。同時也難以清楚地釐清中國船隻與海上絲路的關係。調查對曾經考慮過的方法曾有「分段拆解挖掘」、「逐件採取」、「圍堰」等提案，經過多方爭論，最後採用整體打撈離水保存至水晶宮中的「創舉」。而之所以會採取就地整體打撈的方案之因不僅在於此法能夠盡量將沉船於海中的環境盡可能複製，同時也由是廣東地方學來的方法；其於節慶結束後，便把龍舟塗滿泥漿再放入水中，明年端午時再直接取出。而南海一號整體取出之法也是基於先前的科學經驗。

### 整體打撈可能的負面因素與文化資產價值
儘管目前南海一號的狀態在放置於博物館後依然保存尚好，但這種方式卻曾引來其他專家的批評，包括如何保存沉船在取出時如何避免破壞、南海一號在壓力變化時如何保持、水體中微生物、溫度、鹽度的改變對船體造成的影響，以及採用人工方式長期保存的巨大成本等皆成為專家學者對此提出批評的原因， 且無人能夠承擔日後沉船若因保存失當而毀壞的責任。再者，南海一號經過媒體大肆炒作，在尚未釐清學術價值前，其文化觀光價值便被吹捧抬升。考古學術價值與觀光文化價值之間的界限逐漸模糊，可能讓考古學術的成果因為非專業因素被過高或過低的評價。